# 汉中路 (南京)
汉中路是中国南京的一条交通干道，东西走向，东到新街口，西到汉中门，全长1931米。路南属于秦淮区，路北属于鼓楼区。
汉中路是1930年代首都计划的一部分，新街口广场开辟以后，1931年到1932年，从新街口向西，在原有狭窄的旱西门大街（石鼓路）以北，新开辟一条笔直的东西道路，宽40米，两旁种植悬铃木。
路名的来源是“汉中市（府）”，并非来源于汉中门。而汉中门是因为当初修汉中路因为出城的需要在城墙上新开的城门，因路得名汉中门。
与汉中路交汇的南北向道路有：
- 管家桥
- 上海路
- 莫愁路

汉中路东段为新街口商业区的组成部分，有金陵饭店（2号）、金鹰国际购物中心新街口店（89号）等。汉中路西段有南京医科大学。